# Diplotaxis blanchardi
Diplotaxis blanchardi är en skalbaggsart som beskrevs av Patricia Vaurie 1956. Diplotaxis blanchardi ingår i släktet Diplotaxis och familjen Melolonthidae. Inga underarter finns listade i Catalogue of Life.